# Philodromus lunatus
Philodromus lunatus là một loài nhện trong họ Philodromidae.
Loài này thuộc chi Philodromus. Philodromus lunatus được miêu tả năm 2004 bởi Muster & Konrad Thaler.